# Persoonsinformatievoorziening Nederlandse Antillen en Aruba
Caribisch Nederland (Bonaire, Sint Eustatius en Saba) en de Caribische landen (Aruba, Sint Maarten en Curaçao) houden een eigen bevolkingsadministratie bij: de Persoonsinformatievoorziening Nederlandse Antillen en Aruba (PIVA). De eilanden wisselen persoonsgegevens uit met elkaar en met Nederlandse gemeenten.
Wanneer iemand trouwt, een kind krijgt of verhuist, wordt dit vastgelegd. Als iemand gaat verhuizen naar een ander eiland, verhuizen de persoonsgegevens met diegene mee Dit is dus een verschil met de akten van de burgerlijke stand, die worden bewaard op het eiland waar het desbetreffende feit heeft plaatsgevonden.

## Gegevens PIVA
De PIVA’s van de zes Caribische eilanden bevatten de persoonsgegevens (persoonslijsten) van de inwoners die op het betreffende eiland zijn ingeschreven. De PIVA is vergelijkbaar met de Basisregistratie Personen (BRP) in Nederland. De naam PIVA bestond al voor de splitsing van de Nederlandse Antillen in de Caribische landen en Caribisch Nederland in 2010.
Zowel de Caribische landen als Caribisch Nederland hebben een eigen wetgeving voor de registratie van persoonsgegevens. In Caribisch Nederland geldt de Wet basisadministraties persoonsgegevens BES.
De persoonslijsten in de PIVA’s en de BRP komen grotendeels overeen. Maar er zijn ook enkele verschillen, zo wordt er geen gebruik gemaakt van het Burgerservicenummer maar van het ID-nummer. De overige verschillen zijn vooral technisch.
In de PIVA staan onder andere de volgende persoonsgegevens:
- voornamen
- geslachtsnaam (eigen achternaam, geboortenaam) - naam op paspoort, identiteitskaart of rijbewijs
- naamgebruik (gebruikte naam) - naast de eigen achternaam mag dit zijn de naam van een (voormalige) huwelijkspartner of geregistreerd partner, of een combinatie; dit naamgebruik wordt doorgegeven aan overheidsinstanties zoals de Belastingdienst, pensioenfondsen, het waterschap of de RDW
- geslacht - man, vrouw of onbekend
- ID-nummer (vergelijkbaar met het Burgerservicenummer)
- geboortedatum, geboorteplaats en geboorteland
- gegevens over de ouders
- gegevens over huwelijk en geregistreerd partnerschap
- gegevens over kinderen
- gegevens over nationaliteit en eventueel over het verblijfsrecht
- verblijfplaats (adres)

De persoonsgegevens in de PIVA zijn niet openbaar, wel ontvangen instanties zoals de Belastingdienst en de Sociale Verzekeringsbank (SVB) informatie uit PIVA voor de uitvoering van hun taken.